# Перевалов, Геннадий Иосифович
Геннадий Иосифович Перевалов (род. 15 октября 1946, Московская область) — советский футболист, нападающий, тренер.

## Биография
Начинал играть в футбол во дворе, затем — в шатурской футбольной школе. Армейскую службу проходил в Дмитрове, играл за футбольную команду воинской части и команду «Машиностроитель» в первенстве Московской области. Вместе с Переваловым играл Владимир Новиков, сын начальника команды «Балтика» Калиниград Виктора Новикова, который порекомендовал Перевалова.
В «Балтике» провёл восемь сезонов в 1970—1977 годах, играл под девятым номером, был капитаном команды. Во второй лиге в 283 играх забил 75 голов. Получал предложения от других команд, но не уходил, так как нравилось работать с тренером Владимиром Соловьёвым.
Более двух лет работал в футбольной школе гороно со спецклассом 1963 года рождения.
В 1980—1983 годах был старшим тренером «Балтики».
Играл в чемпионатах Калининграда и области за «Спартак», «Кварц», «Ветеран», работал в СДЮСШОР-5, ОСДЮСШОР «Балтика», ФШ «Юность».
Сын Юрий также был футболистом.